# Hickory (North Carolina)
Hickory is een plaats (city) in de Amerikaanse staat North Carolina, en valt bestuurlijk gezien onder Burke County en Caldwell County en Catawba County.

## Demografie
Bij de volkstelling in 2000 werd het aantal inwoners vastgesteld op 37.222.
In 2006 is het aantal inwoners door het United States Census Bureau geschat op 40.583, een stijging van 3361 (9,0%).

## Geografie
Volgens het United States Census Bureau beslaat de plaats een oppervlakte van
72,7 km², geheel bestaande uit land. Hickory ligt op ongeveer 293 m boven zeeniveau.

## Plaatsen in de nabije omgeving
De onderstaande figuur toont nabijgelegen plaatsen in een straal van 8 km rond Hickory.